# L'altra donna (film 2002)
L'altra donna è un film per la televisione del 2002 diretto da Anna Negri.

## Trama
L'architetto Simone Marini, durante un'intervista televisiva, nella quale illustra un ambizioso progetto che lui si incaricherà di realizzare, viene riconosciuto da un ragazzo che da quel momento inizia a perseguitarlo, insieme alla moglie ed al figlioletto. La ragione di questo comportamento risiede nella sua convinzione che l'architetto sia responsabile della morte della madre, con la quale aveva una relazione e che è deceduta durante una lite tra loro.